# West End của Luân Đôn

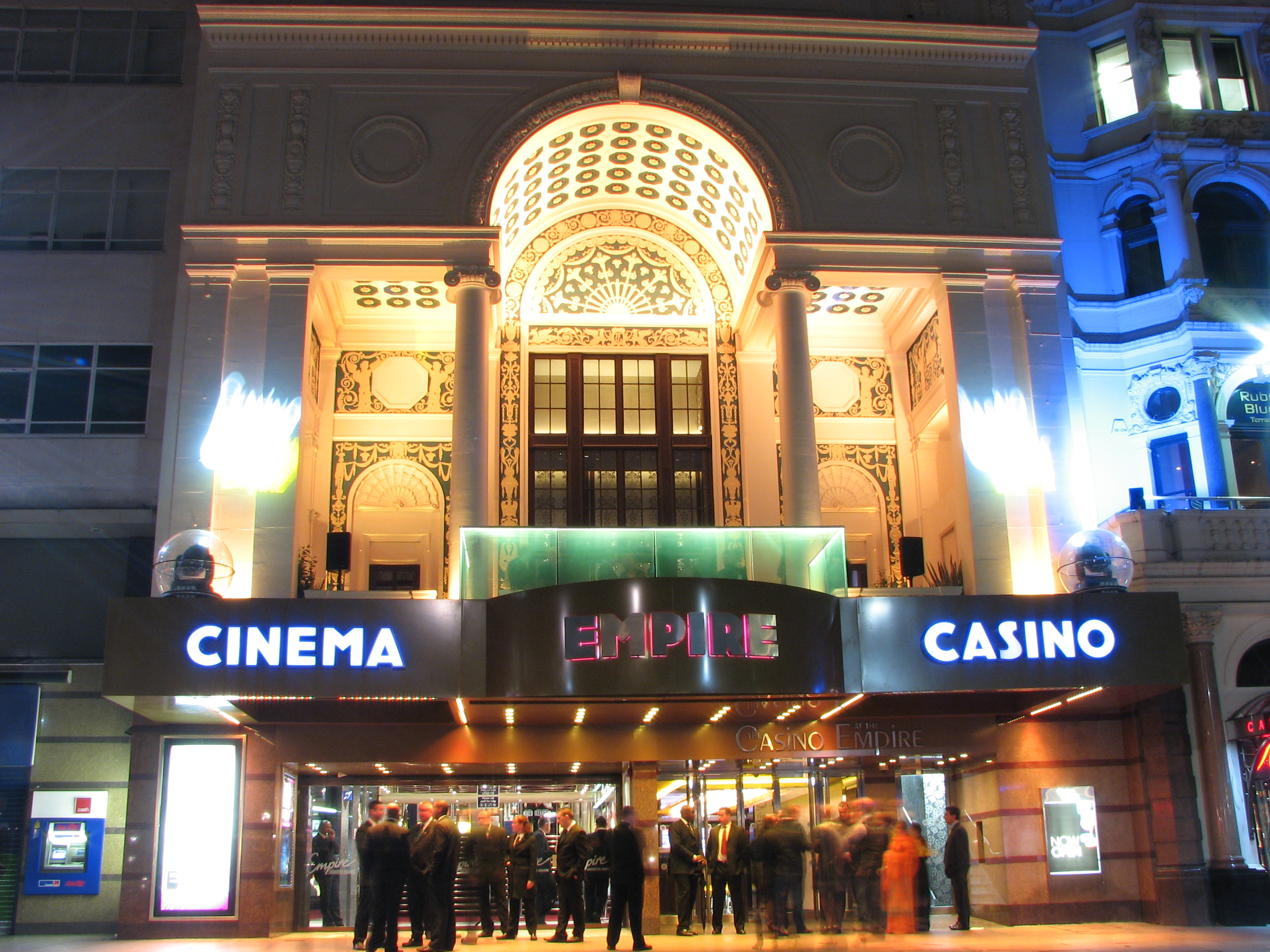
Leicester Square về đêm, trung tâm của West End.

West End của Luân Đôn (thường được gọi là West End) là một khu vực rộng lớn thuộc Luân Đôn, ở điểm cuối phía tây của Thành phố Luân Đôn và phía bắc của sông Thames, trong đó khu vực tập trung nhiều địa điểm du lịch, cửa hàng, doanh nghiệp, tòa nhà chính phủ lớn của thành phố và các địa điểm giải trí, bao gồm nhiều nhà hát tại West End.
Việc sử dụng thuật ngữ này bắt đầu vào đầu thế kỷ 19 để mô tả các khu vực thời trang ở phía tây Charing Cross.
Trong khi Thành phố Luân Đôn là khu kinh doanh và tài chính lớn ở Luân Đôn, thì West End là trung tâm thương mại và giải trí chính của thành phố. Đây là khu thương mại trung tâm lớn nhất ở Vương quốc Anh, có thể so sánh với Midtown Manhattan ở thành phố New York , Vịnh Causeway ở Hồng Kông, Shibuya ở Tokyo hoặc Quận 8, Paris. West End vẫn là một trong những địa điểm đắt đỏ nhất thế giới về giá thuê mặt bằng chỉ sau Thung lũng Silicon.

## Vị trí địa lý

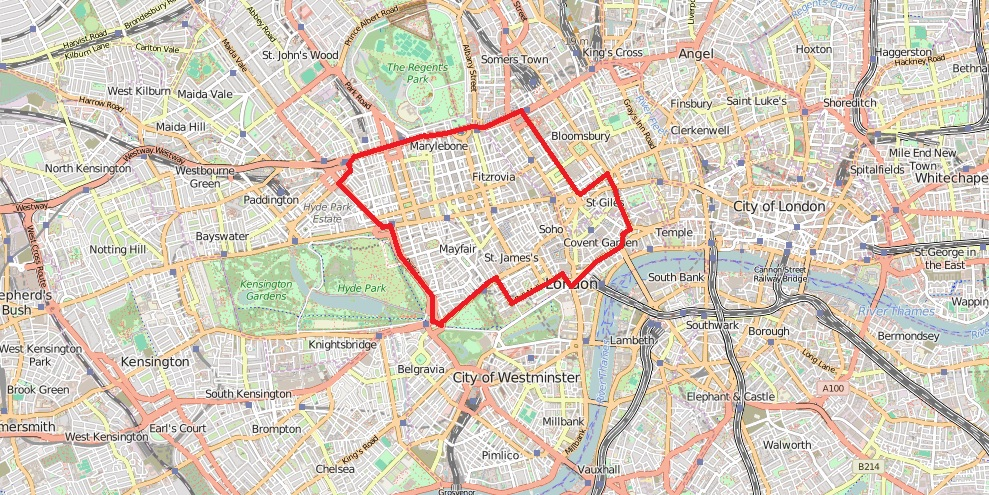
Bản đồ khu vực West End trong nội thành Luân Đôn

Cái tên "West End" là một thuật ngữ được sử dụng thông tục bởi người dân Luân Đôn và không phải là một định nghĩa địa lý hoặc thành phố chính thức, các bộ phận cấu thành chính xác của nó được đưa ra để tranh luận. Thuật ngữ West End được sử dụng từ đầu thế kỷ 19 để mô tả khu vực giàu có hơn, sang trọng hơn ở phía tây Charing Cross, cũng trái ngược với khu vực nghèo nhất của Luân Đôn bấy giờ, là East End.
Khu vực West End của Luân Đôn không được phân định chặt chẽ, nhưng thường được biết đến là khu vực bao quanh cả giao lộ Piccadilly, Phố Oxford, Covent Garden và Soho.
Trong Thành phố Westminster cũng có một phường chính thức, một khu vực bầu cử cũng được gọi là "West End"; tuy nhiên nhỏ hơn. Khu vực hiện cũng bao quát các quận của Westminster và Khu Camden.

### Ranh giới khu vực
Có nhiều ý kiến chia sẻ về định nghĩa địa lý về những gì chính xác cấu thành khu vực West End. Theo Báo cáo năm 2005 của Hội đồng Thành phố Westminster là hầu hết mọi người có thể đồng ý khi họ nghĩ về West End, bao gồm toàn bộ Dramreland (trừ ra Hội trường hoàng gia và Old Vic, cả địa điểm thuộc phía nam của dòng sông Thames), và các khu vực xung quanh là gồm: 
- Soho
- Covent Garden
- Leicester Square
- đường Aldwych

Hướng bắc chạy qua phố Oxford từ Oxford Circus đến Holborn, kết nối về hướng nam đến Aldwych, hướng tây dọc theo đường Strand đến Quảng trường Trafalgar và sau đó trở lại hướng bắc để nối lại Oxford Circus.
Theo Ed Glinert đã phác thảo định nghĩa này trong cuốn sách lịch sử Biên niên sử West End (2006), các quận nằm trong khu vực West End:
- Mayfair
- Soho
- Vườn Brooklyn
- Fitzrovia
- Marylebone.[8]

Theo định nghĩa này, West End giáp Temple Bar, Holborn và Bloomsbury ở hướng đông, công viên Regent ở hướng bắc, Paddington, Công viên Hyde và Knightsbridge ở hướng tây Victoria và Westminster ở hướng nam. Các định nghĩa khác bao gồm Bloomsbury trong West End.

## Lịch sử

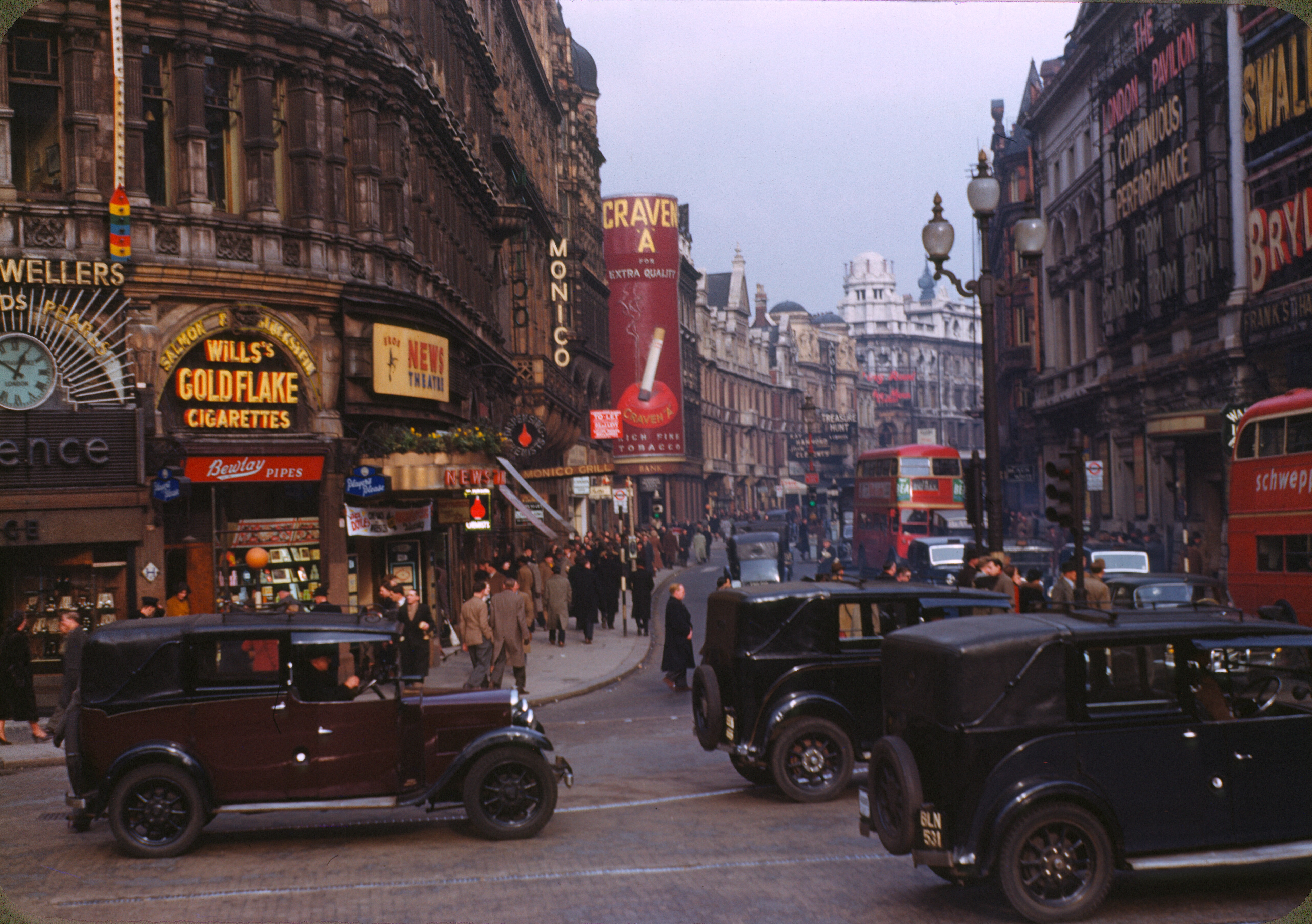
West End trong thời kỳ hậu chiến là một nơi phát triển mạnh

Tọa lạc ở phía tây của Thành phố Luân Đôn Trung cổ và La Mã lịch sử. 
Vào thế kỉ thứ 17, khi Luân Đôn vẫn còn là một thành phố tiền công nghiệp khí đốt, West End là nơi được ưa chuộng sinh sống của tầng lớp thượng lưu bởi vì không khí trong lành do khu vực may mắn ngược hướng gió khi khói bốc lên từ sự đông đúc của thành phố. Những cơn gió nóng gắt phổ biến ở Luân Đôn có xu hướng giữ khói và mùi khó chịu từ nước bẩn của sông Thames, và những người công nhân thuộc phía Nam Luân Đôn phải tránh xa dễ bị xúc phạm bởi những người giàu.
West End cũng được ưa chuộng vì nằm gần cung điện hoàng gia quyền lực tại Westminster, và phần lớn là trong thành phố Westminster (một trong số 32 quận của Luân Đôn).
Phát triển trong thế kỷ thứ mười bảy, thứ mười tám và mười chín, ban đầu được xây dựng như một loạt các cung điện, nhà ở thị trấn đắt tiền, cửa hàng thời trang và những nơi vui chơi giải trí. Các khu vực gần thành phố xung quanh Holborn, giao lộ Seven Dials và quận Covent Garden lịch sử có chứa các cộng đồng nghèo đã được xóa và cải tạo phát triển trong thế kỷ 19.

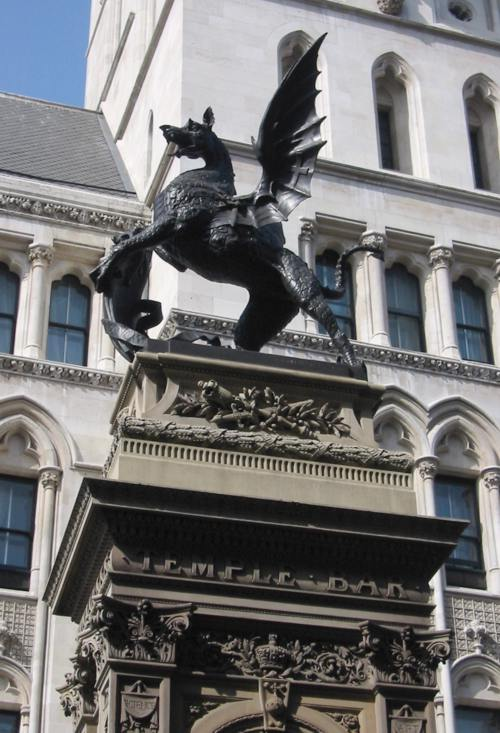
Tượng đài rồng trên Cột Temple Bar, nơi đánh dấu ranh giới giữa Thành phố Westminster và Thành phố Luân Đôn

Các khu dân cư xung quanh quận Mayfair và Belgravia vẫn là nơi bảo tồn của những người giàu có, và giá bất động sản ở những khu vực này có xu hướng đắt đỏ đối với đại đa số người dân Luân Đôn.
Theo thời gian, chính quyền đã thành lập West End ở trung tâm của Luân Đôn hiện đại, mặc dù mỗi khu vực trong West End giữ một đặc điểm riêng biệt và bản sắc pháp lý riêng. Thành phố Luân Đôn trở thành một trung tâm cho các lĩnh vực ngân hàng, tài chính, pháp lý và chuyên nghiệp, trong khi thành phố Westminster liên kết với các lĩnh vực giải trí, mua sắm, thương mại và giải trí, chính phủ; và trung tâm của các trường đại học và đại sứ quán. West End hiện đại được liên kết chặt chẽ với khu vực trung tâm Luân Đôn.

## Địa điểm tham quan

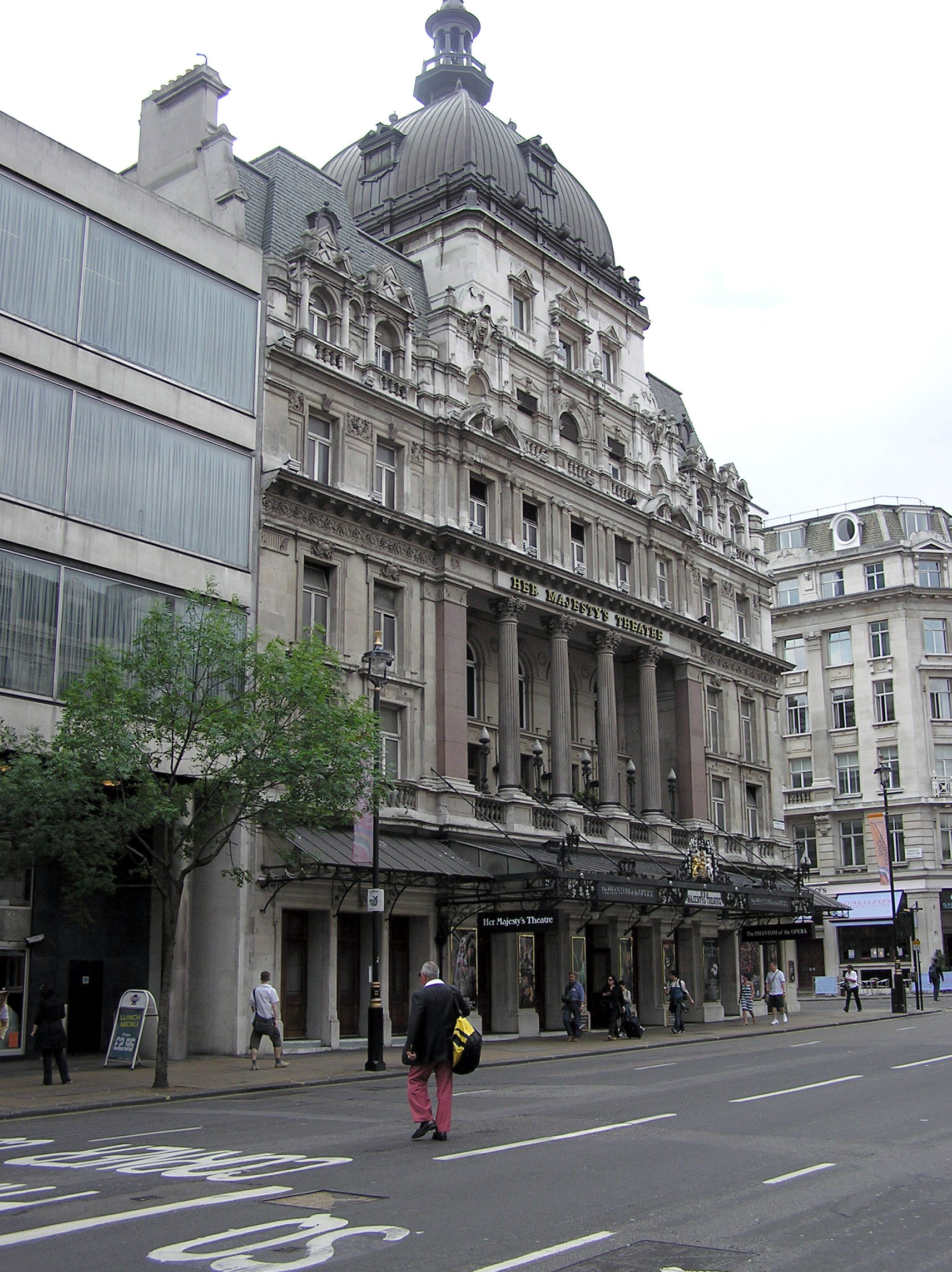
Nhà hát Hoàng gia ở phố Haymarket

- Phòng trưng bày nghệ thuật và bảo tàng
- Trụ sở công ty bên ngoài lĩnh vực dịch vụ tài chính (mặc dù nhiều quỹ đầu cơ của London chủ yếu hoạt động ở West End)
- Cơ sở giáo dục
- Đại sứ quán
- Tòa nhà chính phủ (chủ yếu quanh Whitehall)
- Khách sạn
- Học viện.
- Tổ chức pháp lý
- Cơ sở truyền thông
- 45 Nhà hát
- 13 Rạp chiếu phim
- Công viên xanh
- Cửa hàng

Hàng năm vào tháng giêng, khu vực West End tổ chức lễ diễu hành chào mừng năm mới.

## Các con phố nổi tiếng
- Phố Albemarle
- Phố Baker
- Phố Bond
- Phố Carnaby
- Đường Charing Cross
- Phố Đan Mạch
- Phố Gower
- Phố Đại Marlborough
- Great Portland
- Phố Harley
- Haymarket
- High Holborn
- Kingsway
- Phố Neal
- Phố cũ Compton
- Phố Oxford
- Park Lane
- Piccadilly
- Phố Regent
- Savile Row
- Đại lộ Shaftesbury
- Phố Strand
- Đường Tottenham Court
- Phố Wardour

## Quảng trường

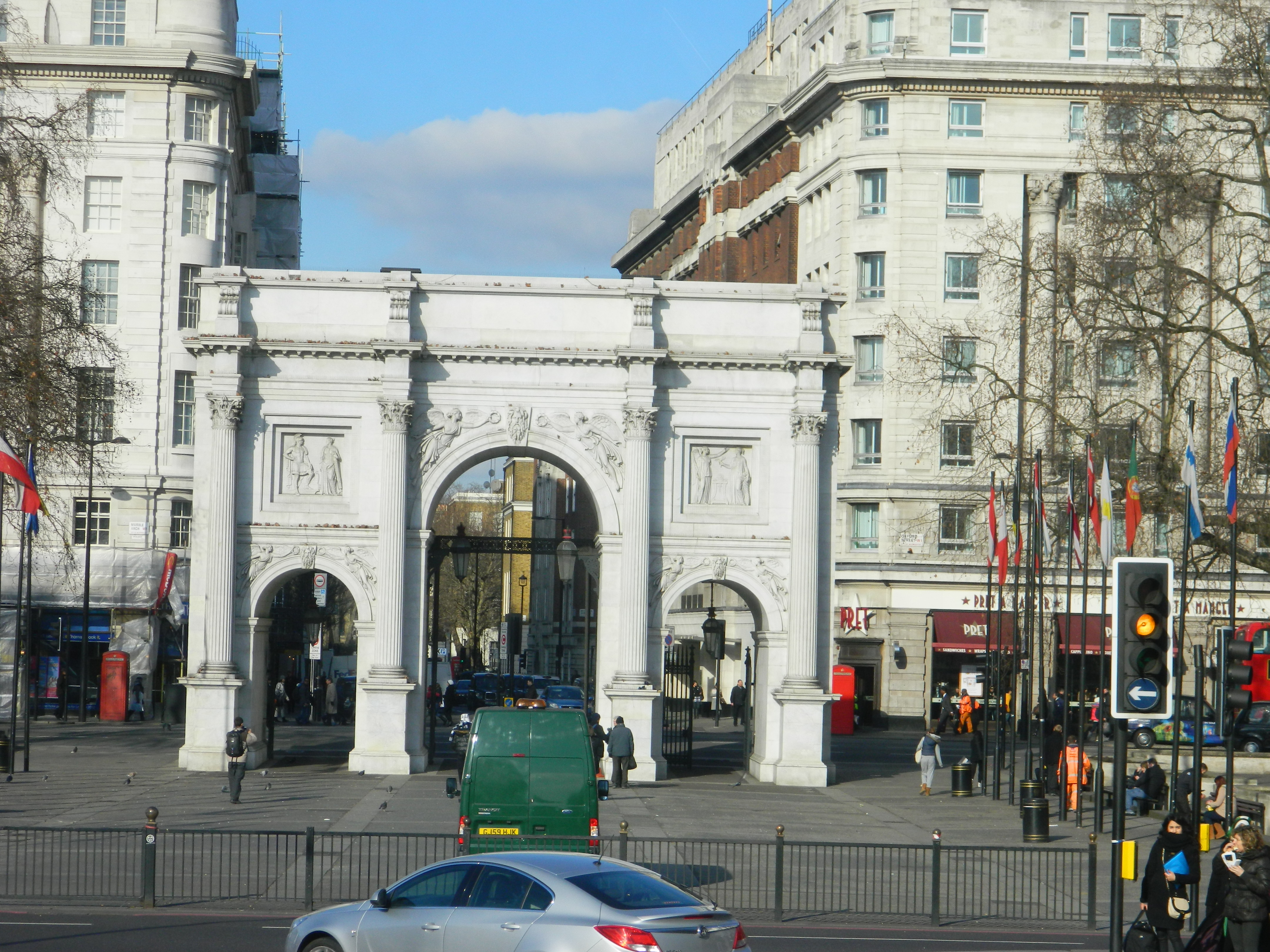
Cổng Marble Arch

Khu vực cũng nổi tiếng với nhiều quản trường và không gian công cộng.
- Berkeley Square
- Cambridge Circus
- Grosvenor Square
- Hyde Park Corner
- Leicester Square
- Manchester Square
- Marble Arch
- Oxford Circus
- Parliament Square
- Giao lộ Piccadilly
- Russell Square
- Soho Square
- St Giles Circus
- Quảng trường Trafalgar